# Laetmonice benthaliana
Laetmonice benthaliana är en ringmaskart som beskrevs av McIntosh 1885. Laetmonice benthaliana ingår i släktet Laetmonice och familjen Aphroditidae.
Artens utbredningsområde är havet kring Nya Zeeland. Inga underarter finns listade i Catalogue of Life.